# Lalola
Lalola va ser una sèrie argentina que va sortir el 28 d'agost de 2007 i va acabar el 29 d'abril de 2008. Es va transmetre pel canal d'aire América TV, sent l'única ficció d'aquest senyal al moment de la seva transmissió. Va estar protagonitzada per Carla Peterson i Luciano Castro.
La comèdia tractava sobre el director d'una popular revista (Lalo Padilla) que després de deixar plantada una de les seves amants va rebre els efectes d'un encanteri que ella li va fer com a venjança. Al despertar-se, Lalo va descobrir que el seu cos s'havia canviat pel d'una dona, fent així una sèrie d'embolics d'identitat que es mantindrien al llarg de la serie.
El programa va aconseguir nou Premis Martín Fierro en l'edició corresponent a l'any 2007, alçant-se també amb el Martín Fierro d'Or.